# Perštejn
Perštejn település Csehországban, Chomutovi járásban. Perštejn Stráž nad Ohří, Kovářská, Loučná pod Klínovcem, Klášterec nad Ohří, Měděnec és Okounov településekkel határos. Lakosainak száma 1160 fő (2024. január 1.).

## Népesség
A település lakosságának változását az alábbi diagram mutatja:
| Lakosok száma | 2026 | 2204 | 2563 | 1432 | 1009 | 1080 | 1099 | 1145 | 1150 | 1160 |
|               | 1869 | 1900 | 1921 | 1961 | 1980 | 2011 | 2016 | 2019 | 2021 | 2024 |